# Khorata qiyunshanensis
Khorata qiyunshanensis is een spinnensoort uit de familie trilspinnen (Pholcidae). De soort komt voor in China.
De wetenschappelijke naam van de soort werd voor het eerst geldig gepubliceerd in 2024 door Zhou.

## Etymologie
De soort is vernoemd naar het  natuurreservaat Qiyunshan.